# The Tenderfoot's Triumph
The Tenderfoot's Triumph é um filme mudo norte-americano de 1910 em curta-metragem, do gênero western, dirigido por D. W. Griffith e Frank Powell. O filme foi estrelado por Florence Barker, Arthur V. Johnson, Charles Craig, Dell Henderson e Frank Opperman.